# Agacão III
Vista da sepultura.
Agacão III, nascido Sultão Maomé Xá (em persa: آغا خان الثالث; romaniz.: Sultan Mohamed Shah; Carachi, 2 de Novembro de 1877 – Versoix, 11 de Julho de 1957) foi filho de Agacão II e seu sucessor com a sua morte em 1885. Foi o terceiro imame dos ismailitas a usar este título. Usou ainda os títulos de sir, sultão, príncipe de Bombaim e Presidente da Liga dos Muçulmanos de Toda-a-Índia, de que foi um dos fundadores.

## Vida
Maomé nasceu em Karachi (naquela época pertencia à colónia britânica da Índia, actualmente ao Paquistão), filho da segunda esposa de Agacão II, Nauabe Alia Xamçul-Muluque, que era neta do Xá da Pérsia, Fate Ali Xá. Foi a mãe quem guiou a sua educação, não só nos preceitos do islão, mas também nos valores da civilização ocidental; Maomé chegou a frequentar Eton College e a Universidade de Cambridge.
Em 1918 publicou um livro que ficou célebre, “India in Transition”. Entre 1934-38 foi chefe da delegação da Índia à Sociedade das Nações e presidente desta organização em 1937-38.
Nos seus jubileus, foi presenteado pelos seus súditos com o seu peso em ouro (em Bombaim e em Nairobi) e simbolicamente em diamantes. Com estes presentes, o príncipe Agacão III continuou a obra dos seus antecessores de apoio ao desenvolvimento e de propaganda religiosa.

## Publicações
Ele escreveu uma série de livros e artigos dois dos quais são de imensa importância, a saber: (1) India in Transition, sobre a política de pré-partição da Índia e (2) The Memoirs of Aga Khan: World Enough and Time, sua autobiografia. O Agacão III propôs "a Federação do Sul da Ásia" na India in Transition que a Índia poderia ser reorganizada em alguns estados, e esses estados deveriam ter autonomias próprias. Ele foi a primeira pessoa que desenhou um plano detalhado de tal federação da Índia.